# هيساي هاجي
هيساي هاجي (羽座 妃粋) (16 مارس 1996 في نيشينومايا في اليابان – )؛ هي لاعبة كرة قدم كانت تلعب كمدافع. ولعبت مع منتخب اليابان لكرة القدم للسيدات.

## وصلات خارجية
- هيساي هاجي على موقع الاتحاد الدولي (مؤرشف)  (الإنجليزية)
- هيساي هاجي على موقع قاعدة بيانات كرة القدم.إي يو (الإنجليزية)
- هيساي هاجي على موقع Soccerway.com (الإنجليزية)
- هيساي هاجي على موقع عالم كرة القدم.نت (الإنجليزية)